# Tromb-al-ca-zar ou les Criminels dramatiques

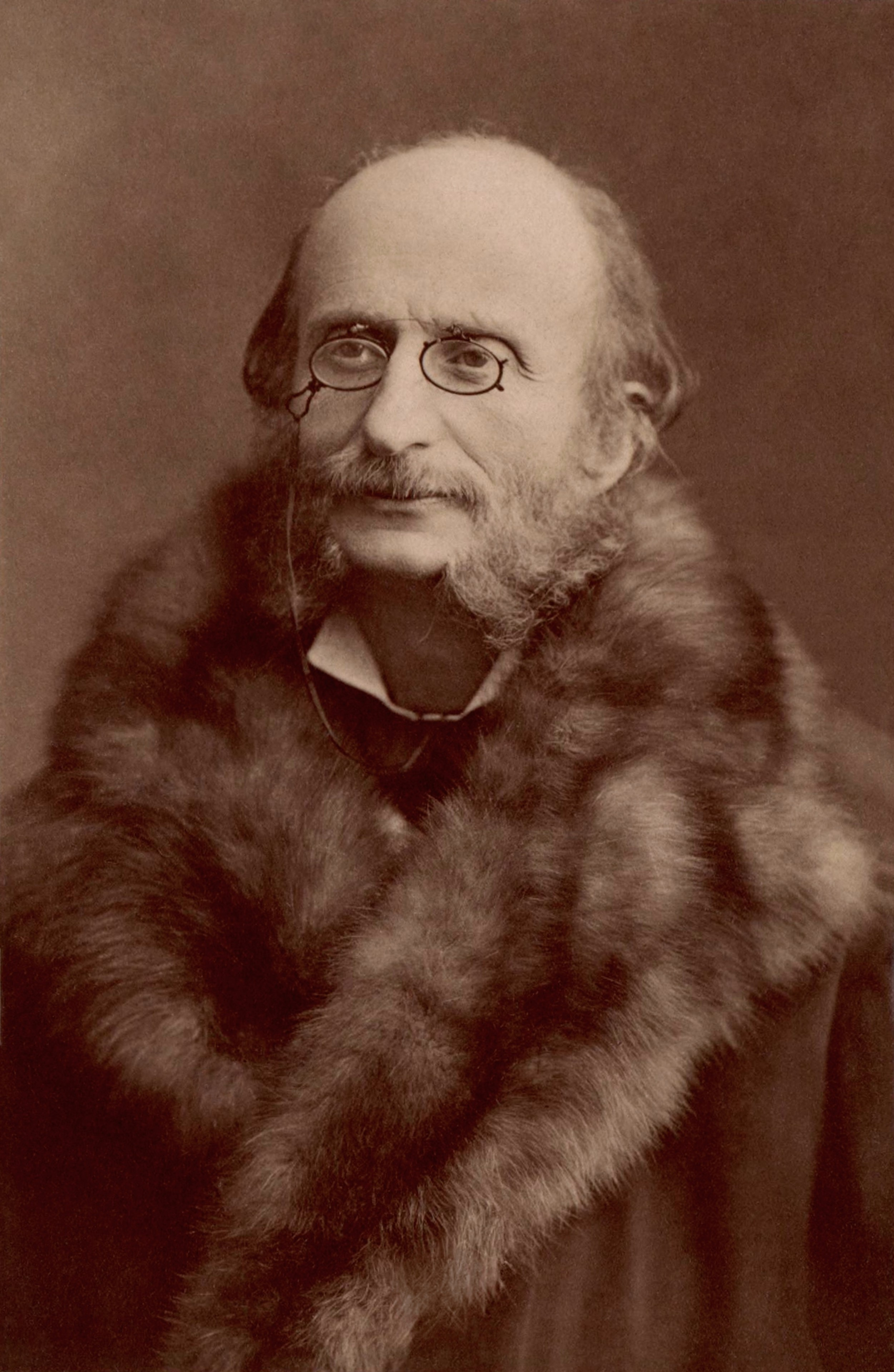
Jacques Offenbach

Tromb-al-ca-zar ou Les Criminels dramatiques är en operett (bouffonnerie musicale) i en akt med musik av Jacques Offenbach och libretto av Charles Dupeuty och Ernest Bourget.. Den hade premiär den 3 april 1856 på Théâtre des Bouffes Parisiens i Paris och föregicks av två kantater av Offenbach: Le Berceau och La Paix du monde.

## Historia
Efter premiären gjorde sångerskan Hortense Schneider ett sådant intryck på prins Jérôme Bonaparte, kusin till kejsaren, att teaterkompaniet kallades att framföra operetten i prinsens hem. Tromb-al-ca-zar framfördes i Bryssel i september 1858 och i Wien i mars 1862, samt i London på engelska 1870.
Med dess dialog innehållande ordlekar och exempel från dåtidens dramer och operor, har operetten beskrivits av Kracauer som ett verk som gör satir över de romantiska banditerna i grand opéra.
Tack vare framgångsrika nummer som boleron för Hortense Schneider och sången om Skinkan från Bayonne, blev verket populärt trots den tunna handlingen. Den spelades under flera år på Bouffes-Parisiens.

## Personer

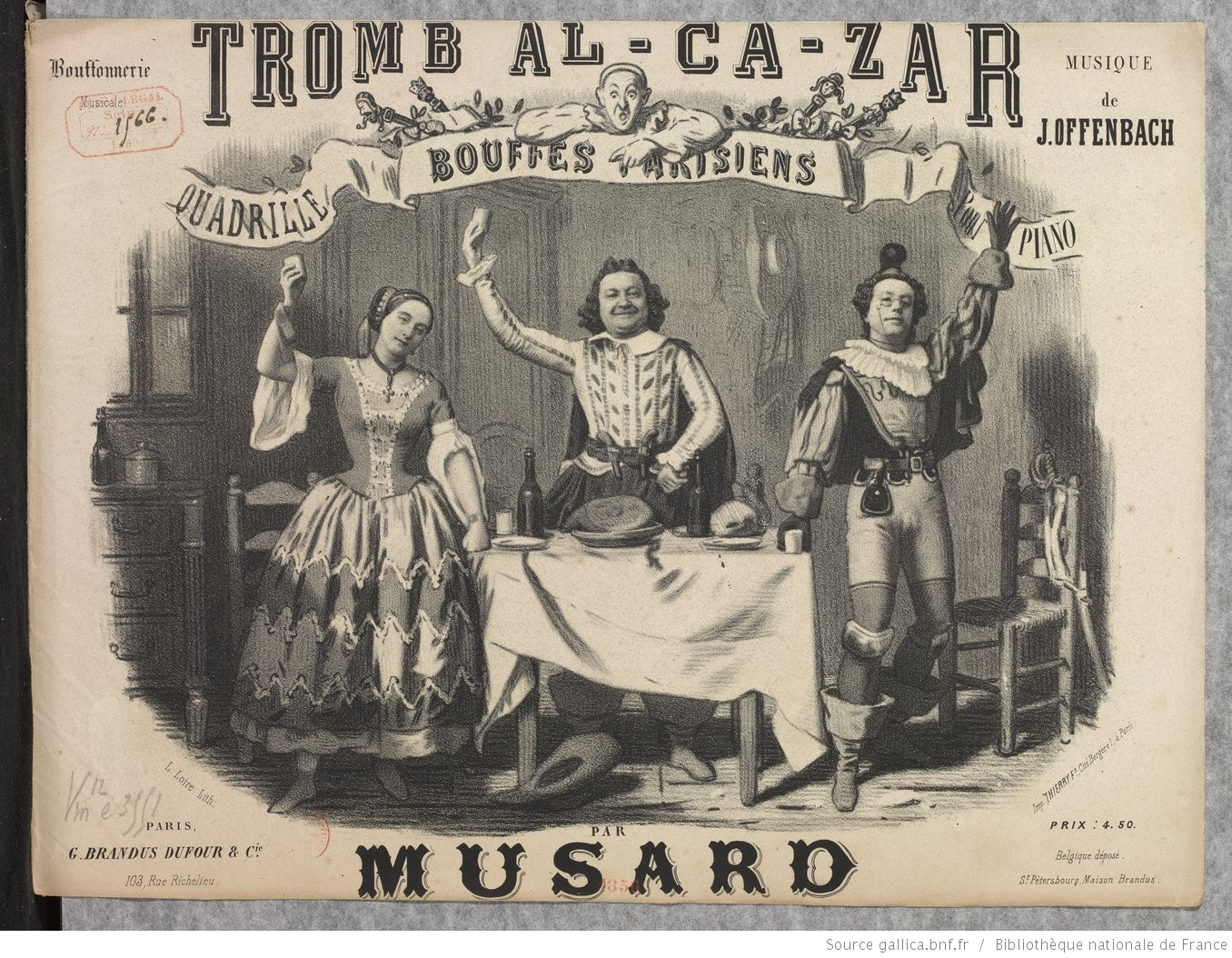
Litografi 1856.

| Roller                | Röststämma | Premiärbesättning 3 april 1856 (Dirigent: Jacques Offenbach) |
| --------------------- | ---------- | ------------------------------------------------------------ |
| Ignace                | bas        | Rubel                                                        |
| Beaujolais            | tenor      | Pradeau                                                      |
| Vert-Panné            | baryton    | Léonce                                                       |
| Gigolette             | sopran     | Hortense Schneider                                           |
| Fyra dansare, aktörer |            |                                                              |

## Handling
Inne på ett värdshus nära Saint-Jean-de-Luz
Värdshusvärden Ignace sörjer sin lott på det öde stället; inga kunder. Efter att ha övergivit sin kusin Simplette lever han i ständig fara för banditräder. Det knackar på dörren:; Beaujolais, en kringresande skådespelare iklädd en kostym som påminner om en rövare och med pistoler i bältet, gör entré. Han söker skydd för regnet och från polisen. Teatraliskt besjunger han sitt öde och alla heroiska roller han kan spela (Don César de Bazan, Satan, Robert le Diable, Marco Spada). När Beaujolais för den skrämde Ignace beskriver sina erövringar i grannstaden tror Ignace att han verkligen är en rövare och när han nämner sin "trupp" blir han övertygad om att står öga mot öga med den ökände Tromb-al-ca-zar, ledaren för Trabucayres, men tror att det går att blidka dem med en tallrik sardiner.
Vert-Panné (en annan skådespelare), Gigolette (primadonnan) och andra medlemmar av teaterkompaniet kommer in. De har alla blivit utbuade från scenen i grannstaden och är nu på väg till Bayonne. I en trio citerar de olika slagnummer från dåtidens scen- och musikverk; inklusive Félicien Davids chanson "Les Hirondelles" och Aubers opéra comique La Sirène. De ska precis ge sig av när Ignace ber om hjälp att duka middagsbordet. De accepterar att äta middag. Ignace känner plötsligt igen Gigolette som sin kusin, och hon gör detsamam. Efter att ha sjungit skinkans lov accepterar de en flaska kirschwasser från Ignace och sjunger en sång från Adolphe Adams opera Le Chalet.
Skådespelarna repeterar sin nästa uppsättning med Beaujolais som Trombonne-cazar och Vert-Panné som Astolfio, och Ignace blir mer och mer skrämd av den blodtörstiga dialogen och försöker att fly. Han hejdas dock när de andra sjunger om den legendariske Tromb-al-ca-zar. Efter att ha bett om nåd blir han medlem i truppen, trots att han saknar talang för både skådespeleri och dans. Efter otaliga ordlekar på ordet "Pau" (ytterligare ett stopp på turnén) slutar verket med en repris på sången om skinkan:

"Eh bon, bon, bon! que le vin est bon! avec le jambon de pif, paf, pif, pouf, de Bayonne!".

## Musiknummer
- Ouvertyr

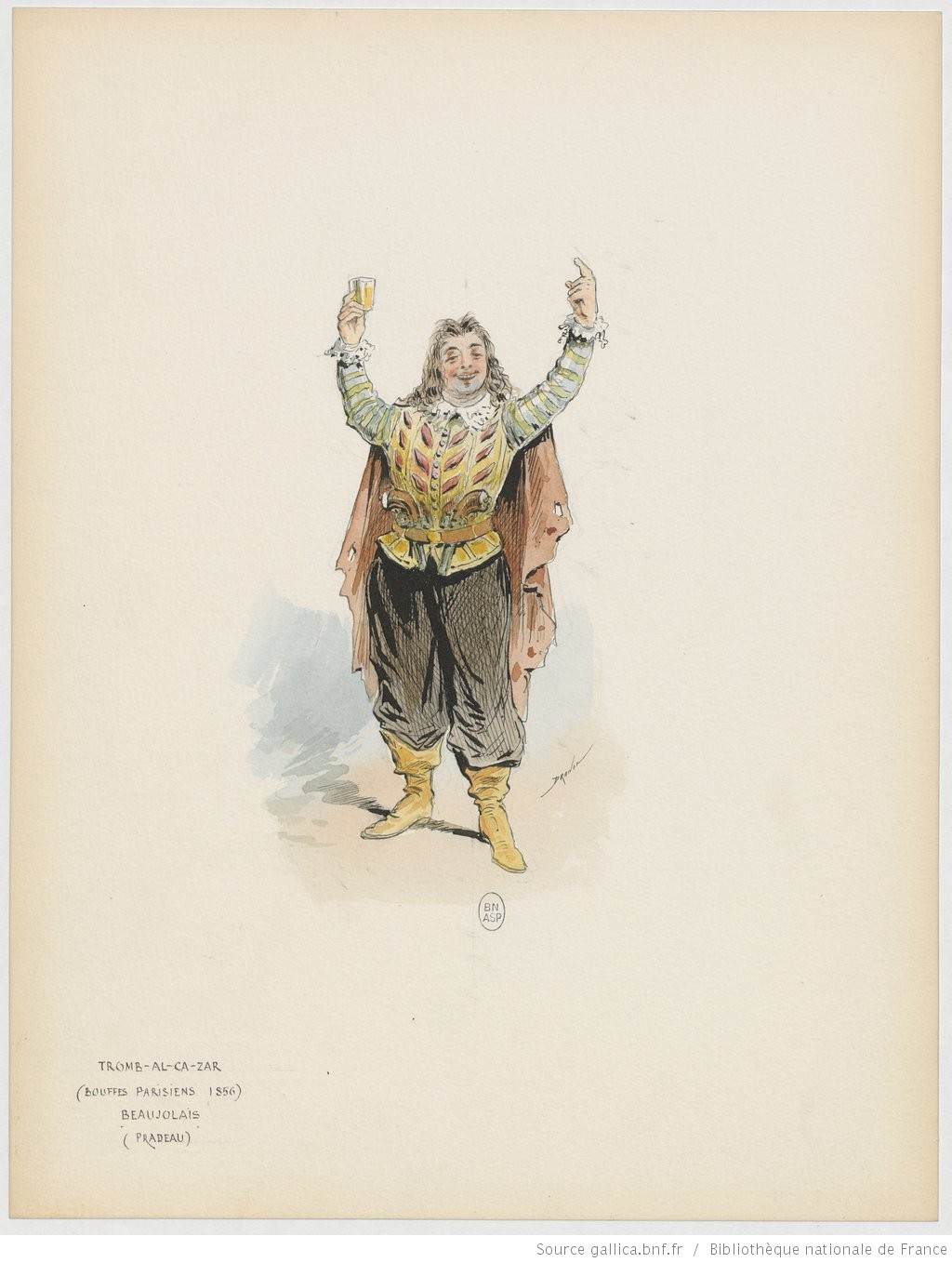
Étienne Pradeau som Beaujolais.

- Recitativ och aria "Ô rage, ô désespoir!" (Beaujolais)
- Trio "Le crocodile en partant pour la guerre"
- Trio "Détaillons"
- Couplets "La gitana, ah! Croyez bien ça, ah!" (Gigolette)
- Trio "Un jambon de Bayonne"
- Kvartett "Un beau jour"
- Introduction, Valse et Reprise du Trio du jambon